# Alley Mills
Alley Mills (ur. 9 maja 1951 w Chicago w stanie Illinois) − amerykańska aktorka. Wspólnie z mężem Orsonem Beanem zagrała w serialu Doktor Quinn. Wcieliła się w rolę Pameli Douglas w amerykańskiej operze mydlanej Moda na sukces. Zamieszkała w Los Angeles.

## Filmografia
- The Associates (1979–1980) jako Leslie Dunn
- Posterunek przy Hill Street (Hill Street Blues, 1981–1987) jako Tracy Renko (gościnnie)
- Making the Grade (1982) jako Sara Conover
- Można oszaleć (Going Berserk, 1983) jako Nancy Reese
- Prototype (1983) jako dr Rebecca Bishop
- The Other Woman (1983) jako Amy Vitelli
- Cudowne lata (The Wonder Years, 1988–1993) jako Norma Arnold
- Testing Dirty (1990) jako Linda
- Jonathan: The Boy Nobody Wanted (1992) jako Carol Willis
- Doktor Quinn (Dr. Quinn, Medicine Woman, 1993–1998) jako Marjorie Quinn
- Defekt krwi (Tainted Blood, 1993) jako Mrs. Patterson
- Family Reunion: A Relative Nightmare (1995) jako Portia
- Sabrina, nastoletnia czarownica (Sabrina, the Teenage Witch, 1996–2003) jako Diana (gościnnie)
- Asy z klasy (Popular, 1999–2001) jako Robin John
- The Beach Boys: An American Family (2000) jako Audree Wilson
- Tak, kochanie (Yes, Dear, 2000) jako Jenny Ludke (gościnnie)
- Przyjaciółki (Girlfriends, 2000) jako matka Lynn (gościnnie)
- Jane White Is Sick & Twisted (2002) jako Mama
- Never Get Outta the Boat (2002) jako Jean
- Tricks (2004) jako Ruth
- Talking In Your Sleep  (2005) jako żona
- Moda na sukces (The Bold and the Beautiful, 2006, 2007, od 2008) jako Pamela Douglas
- Złote święta (Golden Christmas, 2009) jako Katherine Wright
- Szczenięca miłość (3 Holiday Tails, 2011) jako Katherine Wright
- Satin (2011) jako Rose Wells
- Maybe Someday (2014) jako Martha Donnely
- Miłość od kuchni (Appetite for Love) (2015) jako Tallulah Jones
- Teachers (2019) jako Joanna Bennigan (gościnnie)
- The Fiddling Horse (2019) jako Ethel Truman